# فرودگاه می کریک
فرودگاه مِی کریک (به انگلیسی: May Creek Airport) یک فرودگاه همگانی با کد یاتا MYK است که یک باند فرود چمن دارد و طول باند آن ۸۲۳ متر است. این فرودگاه در کشور ایالات متحده آمریکا قرار دارد و در ارتفاع ۵۰۲٫۹ متری از سطح دریا واقع شده‌است.

## شرکت‌های هواپیمایی و مقصدهای پروازی
| شرکت‌های هواپیمایی         | مقصدهای پروازی |
| ------------------------- | -------------- |
| Copper Valley Air Service | گالکانا        |